# Johann Gottlob Töpfer

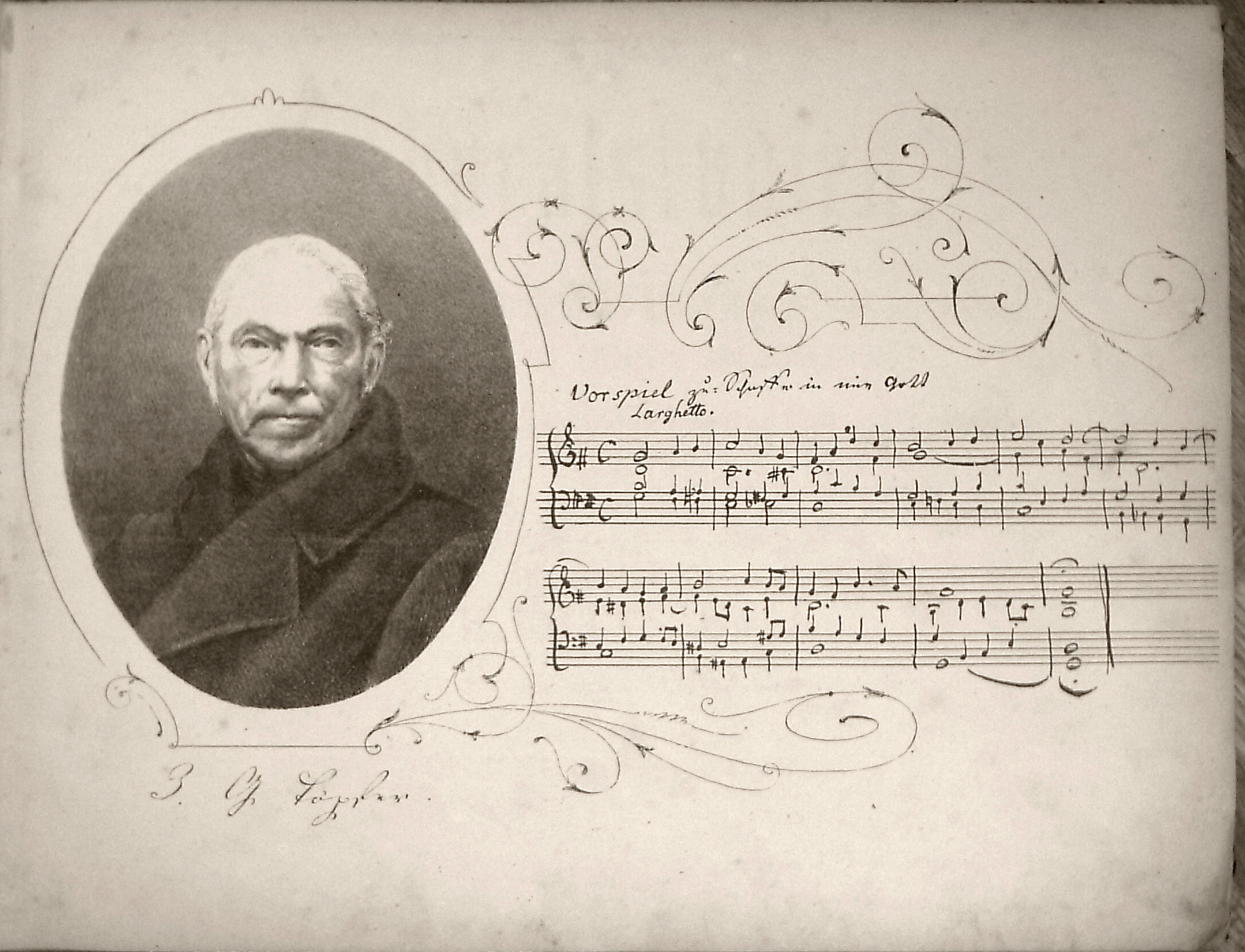
Titelseite der Choralstudien 1873

Johann Gottlob Töpfer (* 4. Dezember 1791 in Niederroßla; † 8. Juni 1870 in Weimar) war ein deutscher Orgelbautheoretiker, Orgelsachverständiger, Organist, Lehrer und Komponist.

## Leben und Werk
Von 1804 bis 1808 war Töpfer Schüler am Weimarer Wilhelm-Ernst-Gymnasium. 1830 wurde er zum Organisten der Stadtkirche St. Peter und Paul zu Weimar ernannt. Diese Stelle hatte er bis zu seinem Tode inne, auch wenn er 1844 wegen unzumutbarer Arbeitsbedingungen um seine Entlassung bat. Das Gesuch zog er jedoch später zurück. Töpfer wurde von seinen Zeitgenossen als Virtuose und Orgelsachverständiger geschätzt. Unter anderem bestand ein Verhältnis gegenseitiger Hochachtung zu Franz Liszt.
Als Kompositionen sind über 400 Werke überliefert, davon sind die meisten Choralvorspiele für die Orgel. Die historische Bedeutung Töpfers besteht jedoch in den Veröffentlichungen zum Orgelbau. Seine Formeln zur Mensurierung von Orgelpfeifen dienen Orgelbauern noch heute als Berechnungsgrundlage.
Zu seinen Schülern gehörten Hermann Riedel, Gustav Schmidt, Franz Magnus Böhme, Alexander Wilhelm Gottschalg und Louis Jungmann.

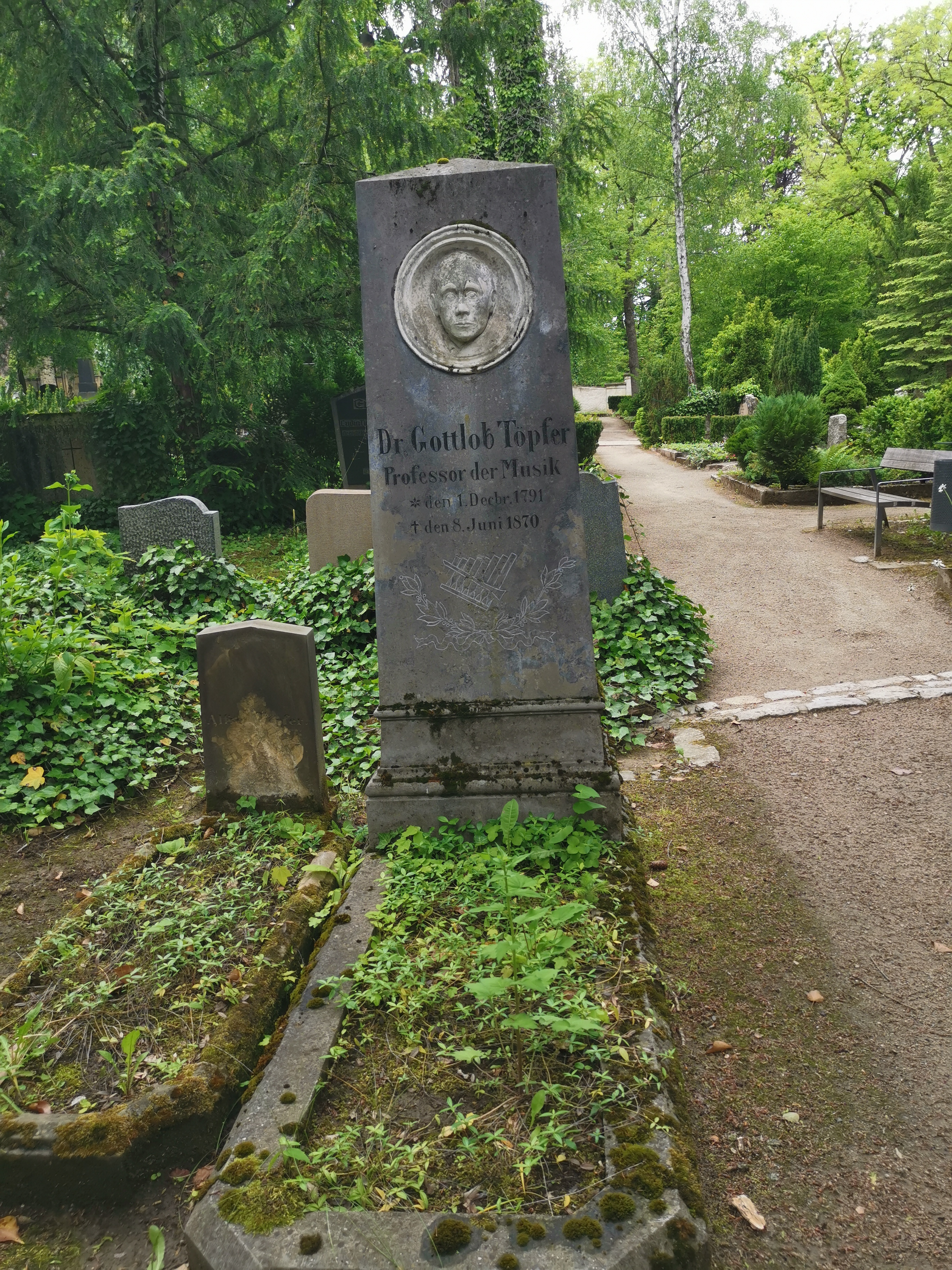
Grabstätte

Er ist auf dem Historischen Friedhof Weimar bestattet.

## Werke
- Die Orgelbau-Kunst nach einer neuen Theorie dargestellt und auf mathematische und physikalische Grundsätze gestützt. Weimar, 1833.
- Erster Nachtrag zur Orgelbaukunst. Weimar, 1834.
- Anleitung zur Erhaltung und Stimmung der Orgel. Für Organisten und Landschullehrer. Jena, 1840, 21865.
- Die Scheiblersche Stimm-Methode. Erfurt, 1842.
- Die Orgel, Zweck und Beschaffenheit ihrer Theile, Gesetze ihrer Construction, und Wahl der dazu gehörigen Materialien. Erfurt, 1843. Reprint Merseburger, 2010.
- Lehrbuch der Orgelbaukunst. 4 Bde. in zwei Teilen und Atlasband. Weimar, 1855.
- Die Theorie und Praxis des Orgelbaues. Zweite völlig neu umgearbeitete Auflage des Lehrbuches der Orgelbaukunst von J. G. Töpfer. Für den Gebrauch des Orgelbauers, Orgelrevisors, Organisten und Architekten herausgegeben von Max Allihn. Mit Atlas von 65 Tafeln. Bernhard Friedrich Voigt, Weimar 1888.
- Atlas zur Theorie und Praxis des Orgelbaues. Zweite völlig umgearbeitete Auflage des Lehrbuches der Orgelbaukunst von J. G. Töpfer. Für den Gebrauch des Orgelbauers, Orgelrevisors, Organisten und Architekten herausgegeben von Max Allihn. Mit 75 Foliotafeln. Leipzig [!] 1888. Verlag von Berh. Friedr. Voigt.